# Hugo Henneberg
Hugo Henneberg (Wenen 27 juli 1863 – aldaar, 11 juli 1918) was een picturalistisch Oostenrijks fotograaf.

## Leven en werk
Van 1882 tot 1887 studeerde Henneberg natuurkunde, scheikunde, astronomie en wiskunde in Wenen en kreeg in 1888 te Venetië zijn doctoraat. In 1887 begon hij met fotograferen en in 1893 exposeerde hij voor het eerst te Salzburg. In 1894 werd hij lid van de vooraanstaande Engelse kunstfotografievereniging Linked Ring, via welke hij in contact kwam met de belangrijkste kunstfotografen van rond 1900, zoals George Davison, Henry Peach Robinson, Alfred Stieglitz, Frank Sutcliffe en Clarence Hudson White. Samen met de fotografen Heinrich Kühn en Hans Watzek richtte hij in die periode de “Wiener Kleebatt” op, waarmee hij internationaal exposeerde en reisde door Duitsland, Italië en Nederland. Het drietal had grote invloed op de Tsjechisch-Oostenrijkse fotograaf Rudolf Koppitz.
Henneberg werd vooral bekend door zijn landschapsfotografie, waarbij vooral de bijzondere dieptewerking opvalt. Hij werd sterk beïnvloed door Robert Demachy, werkte veel met het gomdruk-procedé en experimenteerde met combinatiedrukken. Ook maakte hij naam met zijn kleurmanipulaties.
In 1910 stopte Henneberg met fotograferen. Hij overleed in 1918.

## Galerij

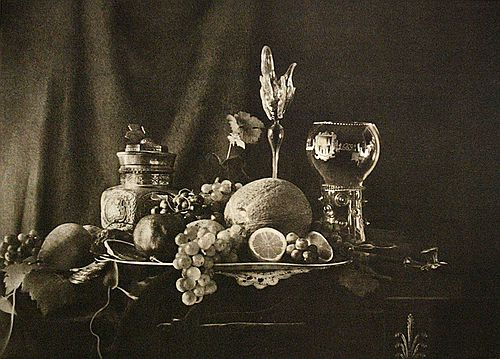
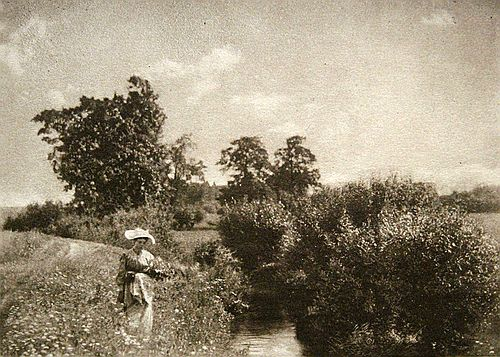
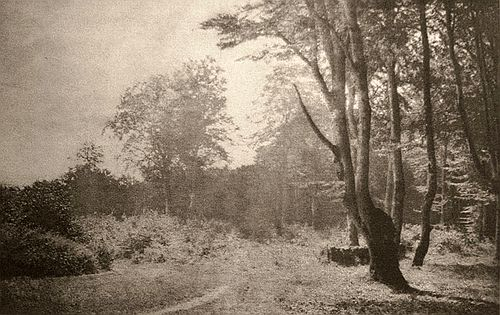
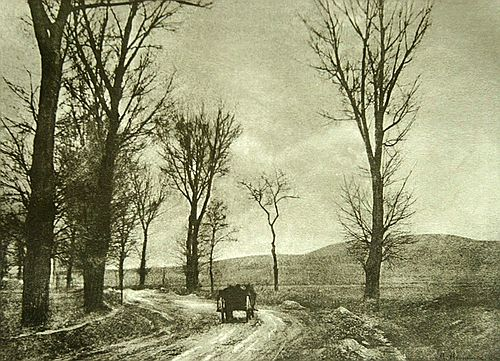
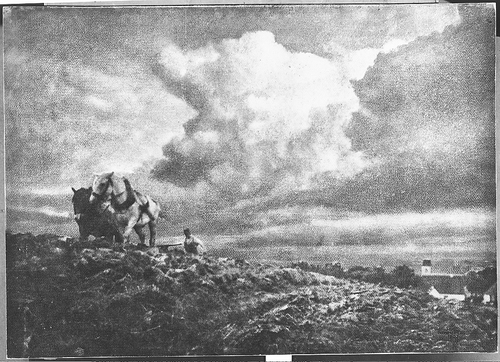
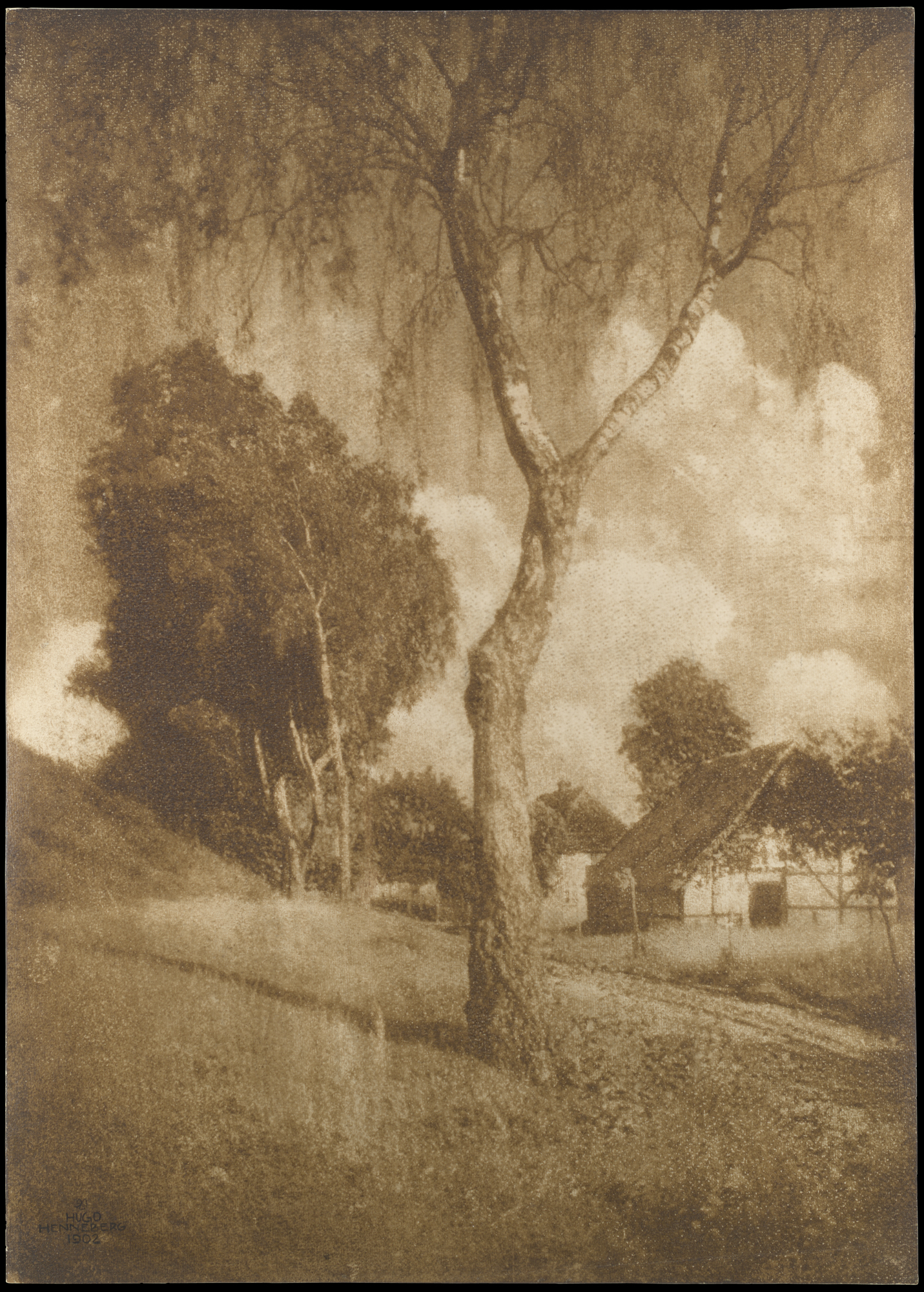
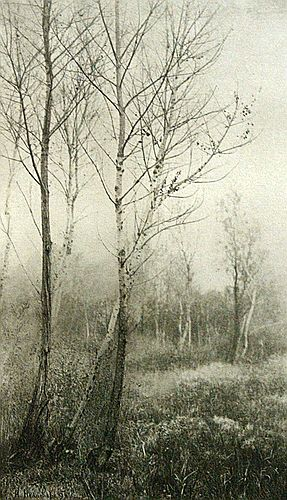
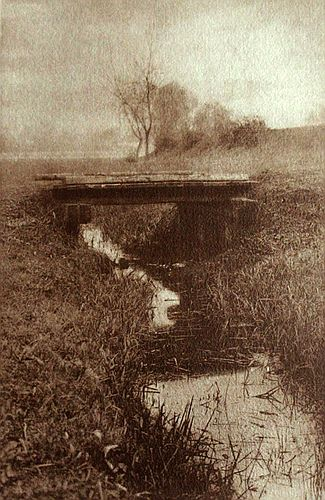
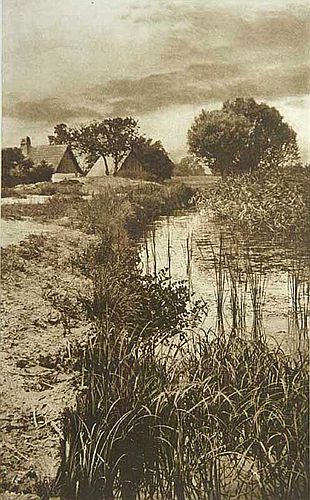
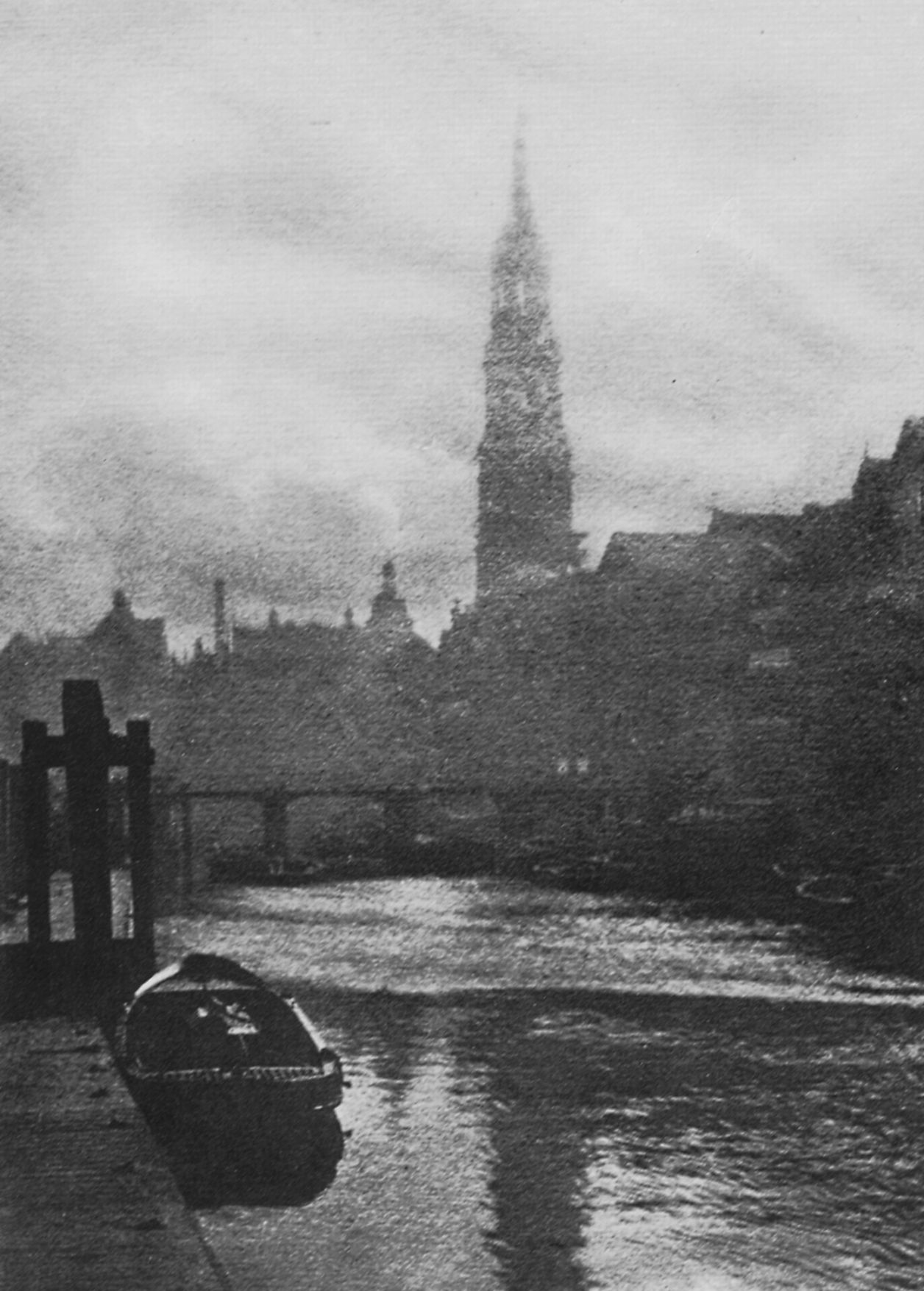